# Ténéré FM
Ténéré FM est une station de radio privée nigérienne.
Créée en 1998 par Hama Hima Souley, elle est dirigée jusqu'en 2005 par son cousin Abibou Garba. Après le départ de celui-ci, c'est Ousmane Hima Souley qui assura la transition  du groupe jusqu'en 2007 et fut remplacé par Zeinabou Hima Souley, l'actuelle directrice générale.
Avec une revue d'information hebdomadaire très vite avortée (Ténéré Info) et Ténéré TV (première chaine de télévision privée du Niger), elle forme le Groupe Ténéré.
De nombreux journalistes de renom y collaborent ou y ont collaboré : Ibrahim Cheick Diop (dit Ibricheik), Iboun Gueye, Mallam Yaro, Souleymane Issa Maiga, Hadj Bachir, Alpha Zazz, Baoubawa Bahé, Alain Foka, et Abbas Abdoul Aziz, directeur technique depuis son installation...